# Батерфляй

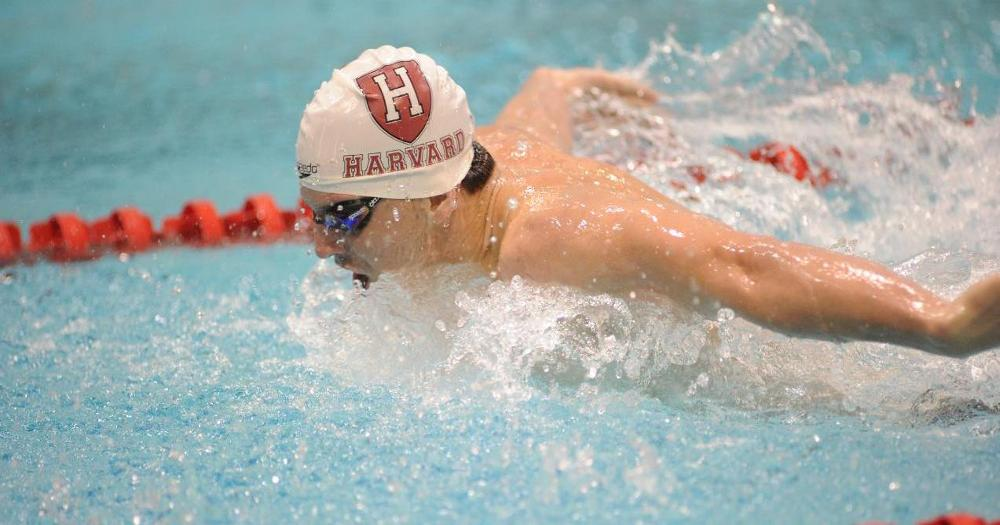

Ба́терфляй (Дельфін, Батерфляй, Баттерфляй, серед плавців просто Флай англ. Butterfly) — технічно найскладніший і найутомливіший стиль плавання. Це стиль плавання на животі, в якому ліва і права частини тіла одночасно здійснюють симетричні рухи: руки виконують широкий і потужний гребок, дещо піднімаючи тіло плавця над водою, ноги й таз виконують хвилеподібні рухи. При цьому потрібно зберігати темп і частоту гребка[перевірити].

## Історія стилю
Традиція пов'язує виникнення «дельфіна» з ім'ям відомого угорського плавця Дьєрдя Тумпека, хоча в книгах деяких американських фахівців у галузі спортивного плавання можна натрапити на посилання, що ще до Тумпека деякі американські плавці намагалися використовувати стиль батерфляй. Звичайно, навряд чи виникнення цього способу пов'язано з «творчістю» спортсмена-одинака, але все ж саме Дьордь Тумпек 31 травня 1953 рік став першим рекордсменом світу в плаванні батерфляєм на 100 м. Батерфляй виник під час «модернізації» брасу. Руки почали проносити над водою, що прискорило просування плавця. А потім поміняли також рухи нижніх кінцівок на більш природні.
1933 року Генрі Майерс плавав на чемпіонаті Центрального Брукліна ІМКА стилем, що нагадує дельфіна. Університетський тренер з плавання з Айови Девід Армбрустер досліджував брас. 1934 року Армбрустер удосконалив метод і руки висунулися вперед над водною поверхнею під час брасу. Він дав ім'я новому стилю — «Батерфляй».
Попри труднощі стилю, у ньому спостерігалося значне збільшення швидкості. За рік, у 1935, плавець Джек Зіг, теж з Університету штату Айова, зміг розробити техніку вдару, яка пов'язана з плаванням на спині й ударами ніг в унісон, наче риба б'є хвостом. Після змінив техніку, щоб плавати вниз обличчям. Він дав назву цьому стилю — «дельфін». Армбрустер та Зіг відразу зрозуміли, що поєднання двох технік створить дуже швидкий стиль плавання.
Сучасний приклад плаванням стилем батерфляєм це техніка Майкла Фелпса.

## Назва
Назва цього способу плавання в перекладі з англійської означає «метелик». Дійсно, батерфляй з його рухами ногами як у брасі та з одночасним пронесенням обох рук над водою під час високого стабільного положення голови й тулуба викликав асоціації з метеликом. Однак з моменту свого виникнення цей спосіб зазнав щодо техніки плавання суттєвої трансформації. Сучасний батерфляй з енергійним довгим гребком руками до стегон і потужними дельфіноподібними рухами ногами у вертикальній площині швидше нагадує плавання дельфіна. Сучасний швидкісний різновид батерфляю називається «дельфіном». На сесіях ФІНА вже неодноразово вносилися пропозиції про перейменування батерфляю на «дельфін», однак поки за способом збереглася стара назва «батерфляй».

## Техніка плавання
У батерфляї вкрай важливо дотримуватися правильної техніки. На відміну від вільного стилю, брасу і плавання на спині в батерфляї не можна отримати хорошу швидкість лише за допомогою фізичної сили. Багато хто називає «дельфіна» найскладнішим у вивченні стилем. Головні труднощі для початківців несе в собі одночасне повернення всього тіла і рук над водою до первісної позиції, дотримуючись при цьому правильного дихання.
Техніка включає синхронний рух ногами й руками. Важливу роль при цьому відіграють хвилеподібні рухи всього людського тіла. У стартовій позиції плавець перебуває на животі на воді, руки протягнуті вперед, ноги витягуються назад.

### Рухи руками
Рухи руками включають 3 основні фази: до себе, від себе, повернення. Але їх можна розділити на більш дрібні складові. Спочатку рухи руками чимось схожі на брас. Руки занурюють у воду долонями в сторони (і дещо вниз) приблизно на рівні ширини плечей, а потім розводять у сторони у вигляді літери Y. У фазі «від себе» руки описують півколо навколо тулуба, лікті розташовані вище кистей, а самі кисті спрямовуються вниз і дещо під себе. Рух доходить до приблизно третини стегна, далі починають повернення. Швидкість рук зростає зі старту до точки найвищого прискорення наприкінці руху. Це прискорення дає поштовх, достатній для спливання на поверхню води передньої частини тіла.
Далі, іде «фаза повернення», під час якої руки стрімко переносять уперед, не згинаючи лікті, руки потрібно розслабити. Починається ця фаза в той момент, коли руки перебувають ще у воді. Потім їх виносять різким поштовхом уперед за допомогою зусиль м'язів трицепса. Важливо не занурити занадто рано їх у воду, оскільки рух уперед у воді створює додатковий опір, щоправда, на довгих дистанціях уникнути описуваного ефекту неможливо.
Руки знову занурюють у воду на довжину плечей вниз великими пальцями. Розводити їх ширше або зводити вужче не варто, щоб не зменшувати гребок. Дехто з плавців, попри це, прагне торкатися руками в цій точці, що дає їм можливість виконати гребок більш енергійно.
Якщо в початковій фазі руху руками описують півколо, то наприкінці фази «від себе» вони можуть переміщатися паралельно. Це завжди було класичною траєкторією руху, але в останні роки намітилася тенденція робити лише велике півколо по загальній довжині руху руками.

### Рухи ногами
За допомогою потужного руху догори ногами, потім слабкого вниз, на водну поверхню виносять голову і плечі, потім потужним рухом ногами вниз і слабким вгору підіймають спину. Ці рухи переходять один в одного завдяки природному хвилеподібному коливанню тіла. Ноги тримають при цьому разом. Ступні спрямовують униз. У правилах не вказано, скільки гребків ногами повинен здійснити за цикл плавець. Це безпосередньо залежить від зручності виконання рухів для кожного плавця.